# Eurymorion nobile
Eurymorion nobile is een spinnensoort uit de familie hangmatspinnen (Linyphiidae). De soort komt voor in Brazilië.